# Сергиев, Пётр Владимирович
Пётр Владимирович Сергиев (род. 3 сентября 1973, Москва) — российский молекулярный биолог, лауреат премии имени А. Н. Белозерского (2016). Член-корреспондент РАН с 2022 года.

## Биография
Родился 3 сентября 1973 года в Москве в семье академика Владимира Петровича Сергиева (род. 1943), советского эпидемиолога и паразитолога. Внук советского паразитолога и эпидемиолога академика Петра Григорьевича Сергиева (1893—1973).
В 1995 году окончил химический факультет МГУ. В 1998 году защитил кандидатскую диссертацию по теме «Применение новых фотоаффинных реагентов для исследования пространственной организации функциональных центров рибосомы». В 2008 году защитил докторскую диссертацию по теме «Молекулярные аспекты функционирования рибосомных РНК».
С 2012 года — профессор кафедры химии природных соединений химического факультета. Ведёт курсы «Молекулярная биология клетки», «Компьютерные методы в молекулярной биологии».
В 2018 году удостоен почётного учёного звания профессора РАН.

## Научная деятельность
Область научных интересов: молекулярные механизмы биосинтеза белка, ингибирование трансляции антибиотиками, ферментативная модификация РНК, геномное редактирование, функциональная геномика, получение мышей с изменённым геномом.

### Основные труды
- «Enzymes to Function. Ribosomes Structure, Function, and Dynamics: Modifications of Ribosomal RNA: From Enzymes to Function» (соавт., 2011)
- учебные пособия «Моно- и дисахариды. В 2-х ч.» (соавт., 2010), «Моно- и полисахариды. В 2-х ч.» (соавт., 2018)

## Награды
- Почётная грамота Правительства Российской Федерации (21 декабря 2024) — за заслуги в научно-исследовательской деятельности, развитии образования и многолетнюю плодотворную работу
- Премия имени А. Н. Белозерского (2016) — за цикл работ «Рибосома: функциональные центры и ингибиторы»
- Премия имени М. В. Ломоносова (в 2018) — за цикл работ «Высокопроизводительная система поиска и определения механизма действия антибиотиков»
- Премия имени И. И. Шувалова (2000) — за работу «Структура и функции 5SрРНК»